# Jameer Nelson
Jameer Nelson (født 9. februar 1982, i Chester, Pennsylvania, USA) er en amerikansk basketballspiller, der spiller som point guard i NBA-klubben New Orleans Pelicans. Han kom ind i ligaen i 2004, og blev draftet af Orlando Magic, og har spillet det meste af sin karriere hos Orlando Magic, men han tog i 2014 til Denver efter at have spillet for tre forskellige hold inden for de sidste to år.